# 45e cérémonie des Saturn Awards
La 45e cérémonie des Saturn Awards, récompensant les films, séries télévisées et téléfilms sortis en 2018 et les professionnels s'étant distingués cette année-là, s'est déroulée le 13 septembre 2019.

## Palmarès
Les lauréats apparaissent en gras

### Cinéma
| Meilleur film tiré d'un comic | Meilleur film de science-fiction |
| --- | --- |
| - Avengers: Endgame - Aquaman - Avengers: Infinity War - Captain Marvel - Shazam! - Spider-Man: Far From Home - Spider-Man: New Generation | - Ready Player One - Alita: Battle Angel - Bumblebee - Jurassic World: Fallen Kingdom - Solo: A Star Wars Story - Sorry to Bother You - Upgrade |
| Meilleur film fantastique | Meilleur film d'horreur |
| - Toy Story 4 - Aladdin - Les Animaux fantastiques : Les Crimes de Grindelwald - Dumbo - Godzilla 2 : Roi des monstres - Le Retour de Mary Poppins - Yesterday | - Sans un bruit - The Dead Don't Die - Halloween - Hérédité - Overlord - Simetierre - Us |
| Meilleur film d'action ou d'aventure | Meilleur thriller |
| - Mission impossible : Fallout - Escape Game - Glass - John Wick Parabellum - Sang froid - Skyscraper | - Sale temps à l'hôtel El Royale - Bad Samaritan - Destroyer - Greta - Ma - Searching : Portée disparue - Traîné sur le bitume |
| Meilleure réalisation | Meilleur scénario |
| - Jordan Peele – Us - Anna Boden et Ryan Fleck – Captain Marvel - Karyn Kusama – Destroyer - Guy Ritchie – Aladdin - Anthony et Joe Russo – Avengers: Endgame - Steven Spielberg – Ready Player One - James Wan – Aquaman - Zhang Yimou - Shadow | - Sans un bruit – Bryan Woods, Scott Beck et John Krasinski - Avengers: Endgame – Christopher Markus et Stephen McFeely - Burning - Oh Jung-mi et Lee Chang-dong - Mission impossible : Fallout - Christopher McQuarrie - Sale temps à l'hôtel El Royale – Drew Goddard - Traîné sur le bitume - S. Craig Zahler - Us – Jordan Peele                         |
| Meilleur acteur | Meilleure actrice |
| - Robert Downey Jr. – Avengers: Endgame : Tony Stark / Iron Man - Jeff Bridges – Sale temps à l'hôtel El Royale : Dock O'Kelly / Père Daniel Flynn - Nicolas Cage – Mandy : Red Miller - Tom Cruise – Mission impossible : Fallout : Ethan Hunt - Chris Evans – Avengers: Endgame : Steve Rogers / Captain America - Mel Gibson – Traîné sur le bitume : Brett Ridgeman - Keanu Reeves – John Wick Parabellum : John Wick / Jardani Jovonovich | - Jamie Lee Curtis – Halloween : Laurie Strode - Emily Blunt – Le Retour de Mary Poppins : Mary Poppins - Toni Collette – Hérédité : Annie Graham - Nicole Kidman – Destroyer : Erin Bell - Brie Larson – Captain Marvel Carol Danvers / Captain Marvel - Lupita Nyong'o – Us : Adelaide Wilson / Red - Octavia Spencer – Ma : Sue Ann "Ma" Ellington        |
| Meilleur acteur dans un second rôle | Meilleure actrice dans un second rôle |
| - Josh Brolin – Avengers : Infinity War : Thanos - John Lithgow – Simetierre : Jud Crandall - Lin-Manuel Miranda – Le Retour de Mary Poppins : Jack - Lewis Pullman – Sale temps à l'hôtel El Royale : Miles Miller - Jeremy Renner – Avengers : Endgame : Clint Barton / Hawkeye - Will Smith – Aladdin : Génie - Steven Yeun – Burning : Ben                                                                                                 | - Zendaya – Spider-Man: Far From Home : MJ - Cynthia Erivo – Sale temps à l'hôtel El Royale : Darlene Sweet - Karen Gillan – Avengers: Endgame : Nébula - Amber Heard – Aquaman : Mera - Scarlett Johansson – Avengers: Endgame : Natasha Romanoff / Black Widow - Naomi Scott – Aladdin : Princesse Jasmine - Hailee Steinfeld – Bumblebee : Charlie Watson |
| Meilleur jeune acteur | Meilleurs décors |
| - Tom Holland – Spider-Man: Far From Home : Peter Parker / Spider-Man - Evan Alex – Us : Jason Wilson / Pluton - Asher Angel – Shazam! : William "Billy" Batson - Millie Bobby Brown – Godzilla 2 : Roi des monstres : Madison Russell - Jack Dylan Grazer – Shazam! : Frederick "Freddy" Freeman - Shahadi Wright Joseph – Us : Zora Wilson / Umbrae - Millicent Simmonds – Sans un bruit : Regan Abbott                                      | - Avengers : Endgame – Charles Wood - Aladdin – Gemma Jackson - Aquaman – Bill Brzeski - Dumbo – Rick Heinrichs - Le Retour de Mary Poppins – John Myhre - Shadow – Horace Ma Gwong-Wing - Us - Ruth De Jong |
| Meilleur montage | Meilleure musique |
| - Avengers : Endgame – Jeffrey Ford et Matthew Schmidt - Aladdin – James Herbert - Aquaman – Kirk Morri - John Wick Parabellum – Evan Schiff - Sans un bruit – Christopher Tellefsen - Us – Nicholas Monsour | - Le Retour de Mary Poppins – Marc Shaiman - Aladdin – Alan Menken - Avengers : Endgame – Alan Silvestri - Dumbo – Danny Elfman - Godzilla 2 : Roi des monstres – Bear McCreary - Ready Player One – Alan Silvestri |
| Meilleurs costumes | Meilleur maquillage |
| - Aladdin – Michael Wilkinson - Aquaman – Kym Barrett - Avengers : Endgame – Judianna Makovsky - Le Retour de Mary Poppins – Sandy Powell - Shazam! – Leah Butler - Shadow – Chen Minzheng | - Avengers : Endgame – John Blake et Brian Sipe - The Dead Don't Die – Judy Chin et Mike Marino - Destroyer – Bill Corso - Overlord – Tristan Versluis, Naomi Dunne et Duncan Jarman - Simetierre – Annick Chartier et Adrien Morot - Suspiria – Mark Coulier et Fernanda Perez - Traîné sur le bitume – Lisa Love et Tate Steinsiek                         |
| Meilleurs effets spéciaux | Meilleur film indépendant |
| - Avengers : Endgame - Aladdin - Godzilla 2 : Roi des monstres - Mission impossible : Fallout - Ready Player One - Sans un bruit - Spider-Man: Far From Home | - Mandy - American Animals - Anna and the Apocalypse - The Man Who Killed Hitler and Then The Bigfoot - Ophelia - Summer of 84 - The Tomorrow Man |
| Meilleur film international | Meilleur film d'animation |
| - Burning - Aniara - Border - Ghost Stories - The Guilty - Shadow | - Spider-Man: New Generation - Dragons 3 : Le Monde caché - Le Grinch - Les Indestructibles 2 - Ralph 2.0 - Toy Story 4 |

| Legion M Breakout Director |
| --- |
| - Ari Aster — Hérédité - Emma Tammi — The Wind - Michael Chaves — La Malédiction de la dame blanche - Lee Cronin — The Hole in the Ground - Gary Dauberman — Annabelle : La Maison du mal - Steven S. DeKnight — Pacific Rim Uprising - Christian Rivers — Mortal Engines - Boots Riley — Sorry to Bother You |

### Télévision
| Meilleure série de super-héros | Meilleure série de science fiction |
| --- | --- |
| - Supergirl - Arrow - Black Lightning - Cloak and Dagger - Flash - Gotham - Legends of Tomorrow | - Westworld - The 100 - Counterpart - Doctor Who - Krypton - Manifest - The Orville - Roswell, New Mexico |
| Meilleure série fantastique | Meilleure série d'horreur |
| - Game of Thrones - American Gods - Charmed - The Good Place - The Magicians - Outlander - The Outpost - Soupçon de magie | - The Walking Dead - American Horror Story: Apocalypse - A Discovery of Witches - Fear the Walking Dead - NOS4A2 - Preacher - Supernatural - What We Do in the Shadows |
| Meilleure série d'action ou thriller | Meilleure série animée |
| - Better Call Saul - Killing Eve - The Last Ship - Mr. Mercedes - The Purge - Riverdale - The Sinner | - Star Wars Resistance - Archer - La Bande à Picsou - Les Griffin - Les Simpson |
| Meilleur acteur de télévision | Meilleure actrice de télévision |
| - Sam Heughan – Outlander : Jamie Fraser - Grant Gustin - Flash : Barry Allen / Flash - Kit Harington - Game of Thrones : Jon Snow - Andrew Lincoln – The Walking Dead : Rick Grimes - Seth MacFarlane – The Orville : Ed Mercer - Bill Pullman - The Sinner : lieutenant Harry Ambrose - Jeffrey Wright - Westworld : Bernard Lowe et Arnold Weber              | - Emilia Clarke – Game of Thrones : Daenerys Targaryen - Caitriona Balfe – Outlander : Claire Fraser - Melissa Benoist – Supergirl : Kara Danvers / Supergirl - Sandra Oh - Killing Eve : Eve Polastri - Adrianne Palicki – The Orville : Commandant Kelly Grayson - Candice Patton - Flash : Iris West - Jodie Whittaker - Doctor Who : le Docteur                              |
| Meilleur acteur de télévision dans un second rôle | Meilleure actrice de télévision dans un second rôle |
| - Peter Dinklage - Game of Thrones : Tyrion Lannister - Jonathan Banks - Better Call Saul : Mike Ehrmantraut - Nikolaj Coster-Waldau – Game of Thrones : Jaime Lannister - David Harewood - Supergirl : J'onn J'onzz - Ed Harris - Westworld : L'homme en noir - Lennie James - Fear the Walking Dead : Morgan Jones - Khary Payton - The Walking Dead : Ezekiel | - Danai Gurira – The Walking Dead : Michonne - Gwendoline Christie - Game of Thrones : Brienne de Torth - Lena Headey - Game of Thrones : Cersei Lannister - Melissa McBride – The Walking Dead : Carol Peletier - Rhea Seehorn – Better Call Saul : Kimberly "Kim" Wexler - Sophie Skelton - Outlander : Brianna "Bree" Randall - Sophie Turner - Game of Thrones : Sansa Stark |
| Meilleur jeune acteur de télévision | Meilleur artiste invité |
| - Maisie Williams - Game of Thrones : Arya Stark - KJ Apa – Riverdale : Archie Andrews - Tosin Cole - Doctor Who : Ryan Sinclair - Cameron Cuffe - Krypton : Seg-El - David Mazouz – Gotham : Bruce Wayne - Cole Sprouse – Riverdale : Jughead Jones - Benjamin Wadsworth - Deadly Class : Marcus Lopez Arguello                                                 | - Jeffrey Dean Morgan – The Walking Dead : Negan - Rainer Bock Better Call Saul : Werner Ziegler - Jon Cryer - Supergirl : Lex Luthor - Sydney Lemmon (en) - Fear the Walking Dead : Isabelle - Tonya Pinkins - Fear the Walking Dead : Martha - Ed Speleers - Outlander : Stephen Bonnet                                                                                        |

### Streaming
| Meilleure série de science fiction, action et fantasy en streaming | Meilleure série d'horreur et thriller en streaming |
| --- | --- |
| - Star Trek: Discovery - Black Mirror - The Expanse - Good Omens - Jack Ryan - Perdus dans l'espace - Poupée russe | - Stranger Things - Castle Rock - The Handmaid's Tale - The Haunting - Les Nouvelles Aventures de Sabrina - The Twilight Zone : La Quatrième Dimension - You |
| Meilleure série de super-héros en streaming | |
| - Daredevil - Doom Patrol - Jessica Jones - The Punisher - Runaways - Swamp Thing - Umbrella Academy | |
| Meilleur acteur d'un programme en streaming | Meilleure actrice d'un programme en streaming |
| - Henry Thomas - The Haunting : Hugh Crain - Penn Badgley - You : Joe Goldberg - Jon Bernthal - The Punisher : Frank Castle / Punisher - Charlie Cox - Daredevil : Matt Murdock / Daredevil - Zac Efron - Extremely Wicked, Shockingly Evil and Vile : Ted Bundy - John Krasinski - Jack Ryan : Jack Ryan - David Tennant - Good Omens : Crowley | - Sonequa Martin-Green - Star Trek: Discovery : Michael Burnham - Carla Gugino - The Haunting : Olivia Crain - Elizabeth Lail - You : Guinevere Beck - Natasha Lyonne - Poupée russe : Nadia Vulvokov - Molly Parker - Perdus dans l'espace : Maureen Robinson - Krysten Ritter - Jessica Jones : Jessica Jones - Kiernan Shipka - Les Nouvelles Aventures de Sabrina : Sabrina Spellman        |
| Meilleur acteur dans un second rôle d'un programme en streaming | Meilleure actrice dans un second rôle d'un programme en streaming |
| - Doug Jones - Star Trek: Discovery : Saru - Wilson Cruz - Star Trek: Discovery : Hugh Culber - Michiel Huisman - The Haunting : Steven Crain - Timothy Hutton - The Haunting : Hugh Crain - Maxwell Jenkins - Perdus dans l'espace : Will Robinson - Ethan Peck - Star Trek: Discovery : Spock - Michael Sheen - Good Omens : Aziraphale        | - Maya Hawke - Stranger Things : Robin Buckley - Ellen Page - Umbrella Academy : Vanya Hargreeves / Number Seven - Victoria Pedretti - The Haunting : Eleanor "Nell" Crain Vance - Parker Posey - Perdus dans l'espace : June Harris / Dr. Smith - Taylor Russell - Perdus dans l'espace : Judy Robinson - Sissy Spacek - Castle Rock : Ruth Deaver - Deborah Ann Woll - Daredevil : Karen Page |

### DVD
| Meilleure édition DVD | Meilleure édition spéciale DVD d'un classique |
| --- | --- |
| - King Cohen - Fahrenheit 451 - Jonathan - Kin : Le Commencement - Nancy Drew and the Hidden Staircase - Time Freak | - 2001, l'Odyssée de l'espace - Deux Mains, la nuit - Jack le tueur de géants - Maximum Overdrive - La Mort en rêve - Un cri dans l'océan                   |
| Meilleure édition spéciale DVD | Meilleure édition DVD d'un programme télévisé |
| - Waterworld (Limited Edition) - L'Armée des douze singes (Collector's Edition) - Crimson Peak (Limited Edition) - L'Enfant du diable (Limited Edition) - Pour une poignée de dollars (Special Edition) - Terreur dans le Shangaï expres (Special Edition) | - Au-delà du réel - Chroniques martiennes - The Ghost of Sierra de Cobre (en) - The Night Stalker (en) - The Night Strangler (en) - La Poupée de la terreur |
| Meilleure collection DVD | |
| - Universal Classic Monsters 30 Films Collection - The Bloodthirsty Trilogy - The Complete Sartana - Jack Ryan: 5 Films Collection 4K - The Matrix Trilogy 4K - La Panthère rose Cartoon Collection                                                        | |

### Production en scène en direct
| Meilleure production en scène en direct |
| --- |
| - Puppet Up! (en) - Uncensored (Henson Alternative) - Charlie and the Chocolate Factory (Segerstrom Center for the Arts) - A Gentleman's Guide to Love and Murder (3-D Theatricals at Cerritos Center) - An Inspector Calls (Wallis Annenberg Center for the Performing Arts) - The Old Man and the Old Moon (The PigPen Theatre Company at The Wallis) - One Flew Over the Cuckoo's Nest – The Immersive Experience (After Hours Theatre Company) - The Secret Garden (3-D Theatricals at Cerritos Center) |

### Récompenses spéciales
- Dan Curtis Legacy Award : Jeph Loeb
- The Visionary Award : Jon Favreau
- Stan Lee World Builder Award : Kevin Feige

## Statistiques

### Nominations multiples

#### Cinéma
- 14 nominations : Avengers: Endgame
- 9 nominations : Aladdin
- 8 nominations : Us
- 6 nominations : Aquaman, Le Retour de Mary Poppins
- 5 nominations : Sale temps à l'hôtel El Royale, Sans un bruit
- 4 nominations : Destroyer, Trainé sur le bitume, Godzilla 2: Roi des monstres, Mission impossible: Fallout, Ready Player One, Shadow, Shazam!, Spider-Man: Far From Home
- 3 nominations : Burning, Captain Marvel, Dumbo , Hérédité , John Wick Parabellum, Simetierre
- 2 nominations : Avengers: Infinity War, Bumblebee, The Dead Don't Die, Halloween, Ma, Mandy, Overlord, Sorry to Bother You, Spider-Man: New Generation, Toy Story 4

#### Télévision
- 9 nominations : Game of Thrones
- 5 nominations : Outlander, The Walking Dead
- 4 nominations : Better Call Saul, Fera the Walking Dead, Supergirl
- 3 nominations : Doctor Who, Flash, The Orville, Riverdale, Westworld
- 2 nominations : Gotham, Killing Eve, Krypton, The Sinner

#### Streaming
- 6 nominations : The Hauting
- 5 nominations : Perdus dans l'espace, Star Trek: Discovery
- 3 nominations : Daredevil, Good Omens, You
- 2 nominations : Castle Rock, Les Nouvelles Aventures de Sabrina, Jack Ryan, Jessica Jones, The Punisher, Poupée russe, Stranger Things, Umbrella Academy

### Récompenses multiples

#### Cinéma
- 6 récompenses : Avengers: Endgame
- 2 récompenses : Spider-Man: Far From Home, Sans un bruit

#### Télévision
- 4 récompenses : Game of Thrones
- 3 récompenses : The Walking Dead

#### Streaming
- 3 récompenses : Star Trek: Discovery
- 2 récompenses : Stranger Things